# Scirpoides dioeca
Scirpoides dioeca är en halvgräsart som först beskrevs av Carl Sigismund Kunth, och fick sitt nu gällande namn av J. Browning. Scirpoides dioeca ingår i släktet klotsävsläktet, och familjen halvgräs. Inga underarter finns listade i Catalogue of Life.